# Puchar Europy Mistrzyń Krajowych siatkarek (1969/1970)
Puchar Europy Mistrzyń Krajowych 1970 – 10. sezon Pucharu Europy Mistrzyń Krajowych rozgrywanego od 1960 roku, organizowanego przez Europejską Konfederację Piłki Siatkowej (CEV) w ramach europejskich pucharów dla żeńskich klubowych zespołów siatkarskich "starego kontynentu".

## Drużyny uczestniczące
- 17 Nëntori Tirana
- ÖMV Blau Gelb Wiedeń
- Akademik Sofia
- 1. VC Hannover
- Tatran Střešovice
- SC Dynamo Berlin
- PUC Paris
- Nim-Se Budapeszt
- Hapoel Hamaphil
- Fini Modena
- Crvena zvezda Belgrad
- Haag'68
- Wisła Kraków
- SL Benfica
- SC Uni Bazylea
- CSKA Moskwa
- Dinamo Moskwa
- Fenerbahçe SK

## Rozgrywki

### Runda wstępna
| Data       | Drużyna 1            | Wynik | Drużyna 2   | Sety                     |
| ---------- | -------------------- | ----- | ----------- | ------------------------ |
| 10.01.1970 | Haag'68              | 3:0   | Uni Bazylea | 15:12, 15:2 15:9         |
| 15.01.1970 | Haag'68              | 3:1   | Uni Bazylea | 12:15, 15:10 15:8 15:3   |
|            |                      |       |             |                          |
| 10.01.1970 | ÖMV Blau Gelb Wiedeń | 3:1   | SL Benfica  | 15:4, 12:15, 15:9, 16:14 |
| 17.01.1970 | ÖMV Blau Gelb Wiedeń | 0:3   | SL Benfica  | 6:15, 8:15, 3:15         |

### Runda 1/8
| Data       | Drużyna 1         | Wynik | Drużyna 2             | Sety                    |
| ---------- | ----------------- | ----- | --------------------- | ----------------------- |
| 07.02.1970 | Fini Modena       | 0:3   | Dinamo Moskwa         | 10:15, 1:15, 0:15       |
| 08.02.1970 | Fini Modena       | 0:3   | Dinamo Moskwa         | 1:15, 5:15, 7:15        |
|            |                   |       |                       |                         |
| 18.02.1970 | Haag`68           | 1:3   | Wisła Kraków          | 2:15, 0:15, 15:12, 6:15 |
| 25.02.1970 | Haag`68           | 0:3   | Wisła Kraków          | 11:15, 6:15, 8:15       |
|            |                   |       |                       |                         |
| 10.02.1970 | SL Benfica        | 0:3   | Tatran Střešovice     | 5:15, 8:15, 1:15        |
| 16.02.1970 | SL Benfica        | 0:3   | Tatran Střešovice     | 0:15, 7:15, 0:15        |
|            |                   |       |                       |                         |
| 14.02.1970 | 1.VC Hannover     | 3:0   | PUC Paris             | 15:6, 15:12, 17:15      |
| 28.02.1970 | 1.VC Hannover     | 3:1   | PUC Paris             |                         |
|            |                   |       |                       |                         |
| 09.02.1970 | SC Dynamo Berlin  | 0:3   | CSKA Moskwa           | 1:15, 12:15, 8:15       |
| 12.02.1970 | SC Dynamo Berlin  | 0:3   | CSKA Moskwa           | 8:15, 1:15, 9:15        |
|            |                   |       |                       |                         |
|            | 17 Nëntori Tirana | 3:0   | Fenerbahçe SK         |                         |
|            | 17 Nëntori Tirana | 3:2   | Fenerbahçe SK         | [ 1 ]                   |
|            |                   |       |                       |                         |
|            | Nim-Se Budapeszt  | 3:0   | Akademik Sofia        | walkower                |
|            |                   |       |                       |                         |
|            | Hapoel Hamaphil   | :     | Crvena Zvezda Belgrad |                         |
|            | Hapoel Hamaphil   | :     | Crvena Zvezda Belgrad |                         |

### Ćwierćfinał
| Data       | Drużyna 1        | Wynik | Drużyna 2             | Sety                     |
| ---------- | ---------------- | ----- | --------------------- | ------------------------ |
| 18.03.1970 | Wisła Kraków     | 0:3   | Dinamo Moskwa         | 9:15, 3:15, 9:15         |
| 02.04.1970 | Wisła Kraków     | 0:3   | Dinamo Moskwa         | 5:15, 10:15, 9:15        |
|            |                  |       |                       |                          |
| 13.03.1970 | 1.VC Hannover    | 0:3   | Tatran Střešovice     | 9:15, 6:15, 3:15         |
| 14.03.1970 | 1.VC Hannover    | 1:3   | Tatran Střešovice     | 10:15, 15:6, 4:15, 12:15 |
|            |                  |       |                       |                          |
| 15.03.1970 | CSKA Moskwa      | 3:0   | Fenerbahçe SK         | 15:3, 15:7, 15:8         |
| 05.04.1970 | CSKA Moskwa      | 3:0   | Fenerbahçe SK         | 15:0, 15:1, 15:3         |
|            |                  |       |                       |                          |
|            | Nim-Se Budapeszt | :     | Crvena Zvezda Belgrad |                          |
|            | Nim-Se Budapeszt | :     | Crvena Zvezda Belgrad |                          |

### Półfinał
| Data       | Drużyna 1         | Wynik | Drużyna 2        | Sety                             |
| ---------- | ----------------- | ----- | ---------------- | -------------------------------- |
| 12.04.1970 | Tatran Střešovice | 0:3   | Dinamo Moskwa    |                                  |
| 19.04.1970 | Tatran Střešovice | 1:3   | Dinamo Moskwa    | 9:15, 15:13, 7:15, 1:15          |
|            |                   |       |                  |                                  |
| 05.05.1970 | CSKA Moskwa       | 3:2   | Nim-Se Budapeszt | 15:8, 13:15, 12:15, 15:11, 15:12 |
| 10.05.1970 | CSKA Moskwa       | 0:3   | Nim-Se Budapeszt | 14:16, 4:15, 5:15                |

### Finał
| Data       | Drużyna 1        | Wynik | Drużyna 2     | Sety                       |
| ---------- | ---------------- | ----- | ------------- | -------------------------- |
| 11.06.1970 | Nim-Se Budapeszt | 1:3   | Dinamo Moskwa | 13:15, 15:17, 15:10, 12:15 |
| 18.06.1970 | Nim-Se Budapeszt | 0:3   | Dinamo Moskwa |                            |

## Klasyfikacja końcowa
| Miejsce | Drużyna           |
| ------- | ----------------- |
| złoto   | Dinamo Moskwa     |
| srebro  | Nim-Se Budapeszt  |
| 3-4.    | CSKA Moskwa       |
| 3-4.    | Tatran Střešovice |